# Zakomirnea, Volodarsk-Volînskîi
Zakomirnea (în ucraineană Закомірня) este un sat în comuna Radîci din raionul Volodarsk-Volînskîi, regiunea Jîtomîr, Ucraina.

## Demografie
Componența lingvistică a localității Zakomirnea
     Ucraineană (100%)
Conform recensământului din 2001, toată populația localității Zakomirnea era vorbitoare de ucraineană (100%).